# Église Saint-Sava de Bečmen
Pour les articles homonymes, voir Église Saint-Sava.
L'église Saint-Sava de Bečmen (en serbe cyrillique : Црква Светог Саве у Бечмену ; en serbe latin : Crkva Svetog Save u Bečmenu) est une église orthodoxe serbe située à Bečmen, sur le territoire de la ville de Belgrade et dans la municipalité de Surčin en Serbie. Elle est inscrite sur la liste des monuments culturels protégés de la république de Serbie (identifiant no SK 1639) et sur la liste des biens culturels de la ville de Belgrade.

## Présentation
La plus ancienne église connue de Bečmen est mentionnée dans un contrat daté de 1809. L'église actuelle a été construite en 1845.
De style baroque avec des éléments classicisants, elle se présente comme un édifice à nef unique prolongé par une abside demi-circulaire ; la façade occidentale est dominée par un clocher de trois étages.
L'iconostase date de la construction de l'église.